# روتنبرگ (اشتوتگارت)

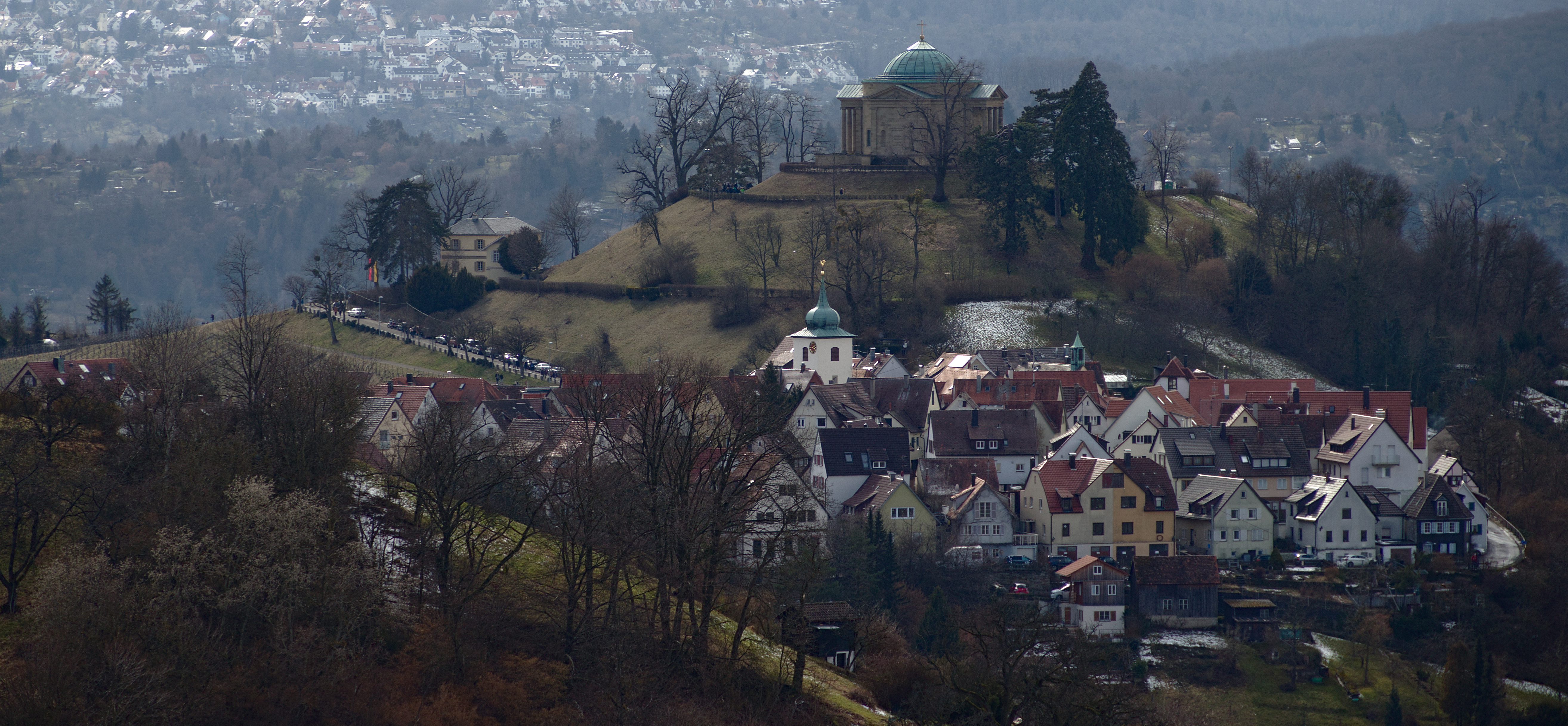
روتنبرگ

روتنبرگ روستایی است که در بخشی از منطقه اونترهایم (محله پایین) در شهر اشتوتگارت آلمان قرار دارد . این منطقه روستایی مشرف به اونترهایم و دره نکار (رود)  و در دامنه های شمالی و شرقی تپه معروف به وورتمبرگ (قبلاً ویتنبرگ) قرار دارد. در این تپه اولین قلعه حکمرانیوورتمبرگ در سال ۱۰۸۳ میلادی، توسط زمامدار وقت بویتلسباخ ساخته شد. سپس محل حکمرانی کنراد (زمامدار) اول ، بخش وورتمبرگ شد که بنیانگذار سلسله وورتمبرگ به حساب می آید.
با گسترش حکمرانی نام این تپه بعدها به کل ایالت وورتمبرگ انتقال پیدا کرد.  قلعه اصلی در این تپه، در سال ۱۳۱۶ میلادی  توسط کنت ابرهارد اول بازسازی شد. با وجود اینکه در حدود سال ۱۳۳۰ ، ابرهارد "قلعه قدیمی" دیگری را در مرکز فعلی اشتوتگارت بنا کرد،  قلعه اصلی همچنان در وورتمبرگ به عنوان یک اقامتگاه سلطنتی مورد استفاده قرار می‌گرفت. 
در سال ۱۵۳۴ قلعه برای بار سوم توسط اولریش ، دوک وورتمبرگ که پس از بازگشت از تبعید، در سال ۱۵۱۹ به تخت سلطنت نشست، بازسازی شد. 

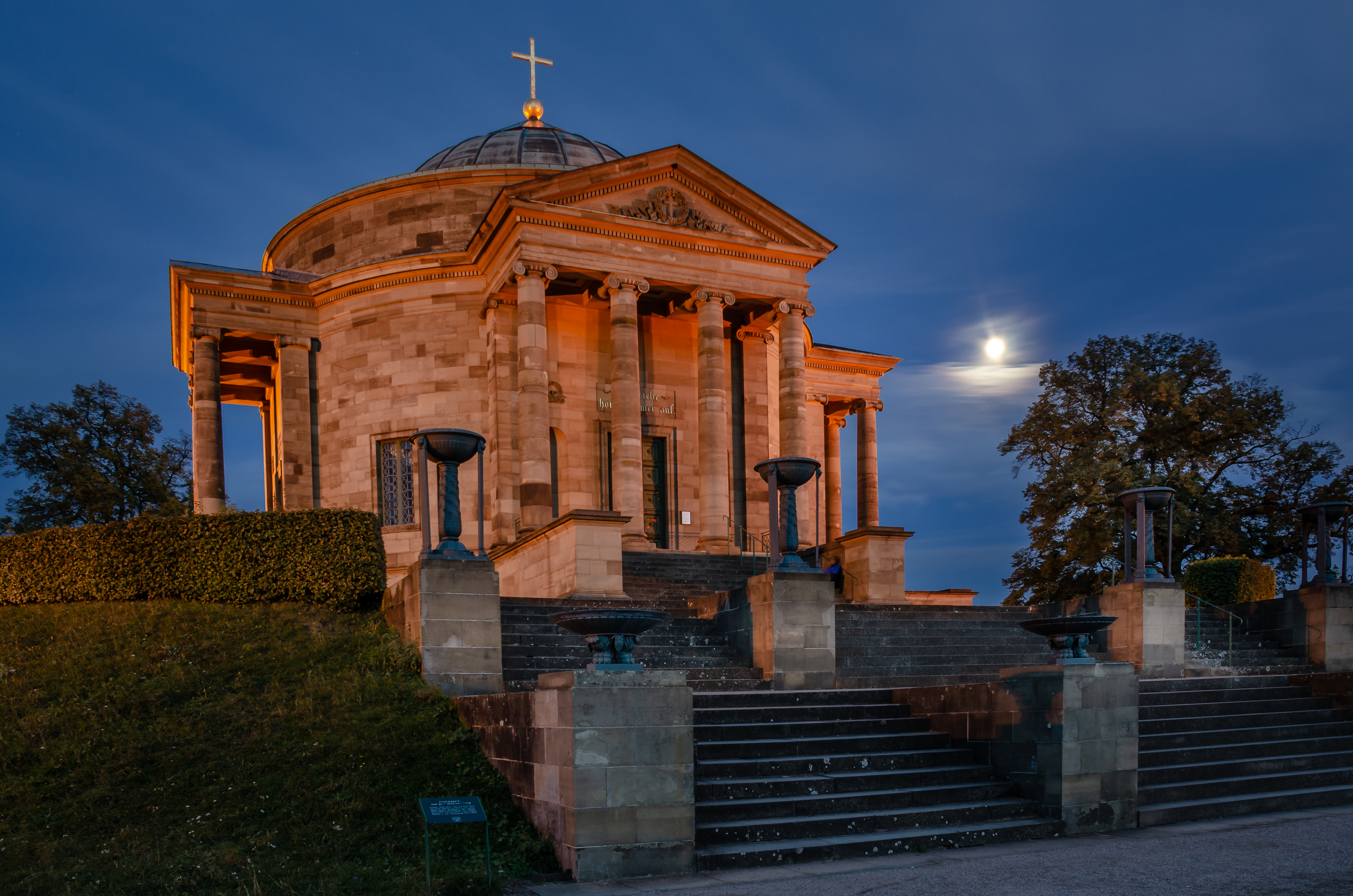
مقبره ووتنبرگ (آلمانی: "Grabkapelle Württemberg")

پس از آن قلعه به حال خود رها شد و تا سال ۱۸۱۹ قلعه در حال ویران شدن بود. تا اینکه پادشاه ویلیام اول وورتمبرگ (که پدرش فردریک سوم ، دوک وورتمبرگ در سال 1806 پادشاه شد) مقبره وورتمبرگ را برای همسر دوم خود ملکه کاترین (1888-1788)  (دختر تزار پل اول روسیه و سوفی دوروته از وورتمبرگ ) بر روی تپه بنا کرد.  پس از مرگ وی در سال 1864 ، پادشاه ویلیام نیز در همان  آرامگاه (آلمانی: "Grabkapelle Württemberg") دفن شد. امروزه مقبره یک مکان مهم محلی است و از بسیاری نقاط در شرق اشتوتگارت قابل مشاهده است. 